# Violet Graham
Violet Graham (9 de novembro de 1890 – 1967) foi uma atriz de teatro e cinema britânica. Graham desempenhou papéis principais em vários filmes da era do cinema mudo, atuando muitas vezes do diretor Sidney Morgan, como Auld Lang Syne (1917). Graham estava no elenco original do musical de 1909, The Arcadians.

## Filmografia selecionada
- Jobson's Luck (1913)
- The Charlatan (1916)
- On the Banks of Allan Water (1916)
- Auld Lang Syne (1917)
- The Lackey and the Lady (1919)
- A Man's Shadow (1920)
- The Mystery of Thor Bridge (1923)
- Trainer and Temptress (1925)
- Lily of Laguna (1938)